# Siccama

Siccama (ook: Hora Siccama, Rengers Hora Siccama en Hora Siccama van de Harkstede) is een geslacht waarvan leden sinds 1817 tot de Nederlandse adel behoren.

## Geschiedenis
De stamreeks begint met Harco Siccama die in 1457 woonde op Siccamahuis bij Niehove en in 1482 op Siccamastate bij Augustinusga.
Een van zijn nazaten was Wiardus Siccama, heer van Klinckema (1713-1797), die getrouwd was met Anna Catharina Hora (1718-1738). Hun zoon was Johan Hora Siccama, heer van Klinkema en Ennemaborgh (1738-1812). Hij was de stamvader van de tak Hora Siccama. 
De oudste zoon van Johan Hora Siccama was Willem Hora Siccama (1763-1844). Diens oudste zoon was Johan Hora Siccama van de Harkstede, heer van de Harkstede, Siddeburen en Oostwolde (1787-1880). Hij was de stamvader van de tak Hora Siccama van de Harkstede.
Een andere zoon van Johan Hora Siccama was Wiardus Hora Siccama, heer van Farmsum, ten Post en Oosterbroek (1775-1849), die getrouwd was met Odilia Amelia Rengers, vrouwe van Farmsum, ten Post en Oosterbroek (1779-1805). Het echtpaar had twee zoons, die de naam Rengers aan hun geslachtsnaam toevoegden. Zij waren de stamvaders van de takken Rengers Hora Siccama. 
Bij Koninklijk Besluit van 27 december 1817 werden twee zoons van Johan Hora Siccama verheven in de Nederlandse adel. Op 16 december 1876 werden nog vijf leden van het geslacht verheven.

## Enkele telgen
Johan Hora Siccama, heer van Klinckema en Ennemaborgh (1738-1812), bestuurder
- Jhr. mr. Willem Hora Siccama (1763-1844), burgemeester
  - Jhr. mr. Johan Hora Siccama van de Harkstede, heer van de beide Harksteden, Siddeburen, ten Post en Oostwolde (1787-1880), lid Ridderschap en Provinciale Staten van Groningen
    - Jhr. Duco Gerold Hora Siccama van de Harkstede, heer van de beide Harksteden (1819-1891), officier
      - Jhr. Johan Hora Siccama van de Harkstede (1853-1928), landontginner

  - Jhr. Johan Frans Hora Siccama (1799-1867), resident, lid Raad van Nederlands-Indië
    - Jhr. Louis Thomas Hora Siccama (1849-1931), resident, lid Raad van Nederlands-Indië
      - Jhr. Willem Johan Hendrik Hora Siccama (1886-1959), burgemeester
- Harco Hilarius Hora Siccama (1770-1827), Schout-bij-nacht, lid Hoog Militair Gerechtshof, gehuwd met Amelia Carolina Falck, dochter van staatsman Anton Reinhard Falck
  - Jhr. Otto Willem Hora Siccama (1805-1879),[noot 1] president Algemene Rekenkamer, gehuwd met Jkvr. Petronella Anna Maria Catharina van Capellen, dochter van viceadmiraal Jhr. Theodorus Frederik van Capellen
    - Jhr. Harco Theodorus Hora Siccama (1842-1921), waterbouwkundige, gemeenteraadslid in Den Haag, medeontwerper van het kanaal tussen Den Haag en Scheveningen

  - Jhr. mr. Louis Charles Hora Siccama (1807-1880), president van het Muntcollege
    - Jhr. mr. Jacob Hendrik Hora Siccama (1842-1914), ambtenaar, historicus, publicist[2]
- Mr. Wiardus Hora Siccama, heer van Farmsum, ten Post en Oosterbroek (1775-1849), notaris
  - Mr. Duco Gerrold Rengers Hora Siccama (1799-1854), majoor-commandant schutterij te Groningen
    - Jhr. Willem Adolf Werner Rengers Hora Siccama (1849-1907)
      - Prof. jhr. dr. Duco Gerrold Rengers Hora Siccama (1876-1962), jurist

  - Jhr. mr. Johan Rengers Hora Siccama (1801-1891), burgemeester
    - Jhr. Wiardus Rengers Hora Siccama (1835-1908), burgemeester
- Jhr. Johan Hora Siccama (1778-1829), burgemeester en lid van de Tweede Kamer